# 인천남동경찰서
인천남동경찰서 (仁川南洞警察署, Incheon Namdong Police Station)는 인천광역시경찰청이 관할하는 경찰서 중 하나이다. 인천광역시 남동구 일부를 관할한다. 인천광역시 남동구 남동대로 668(구월동)에 위치하고 있다.

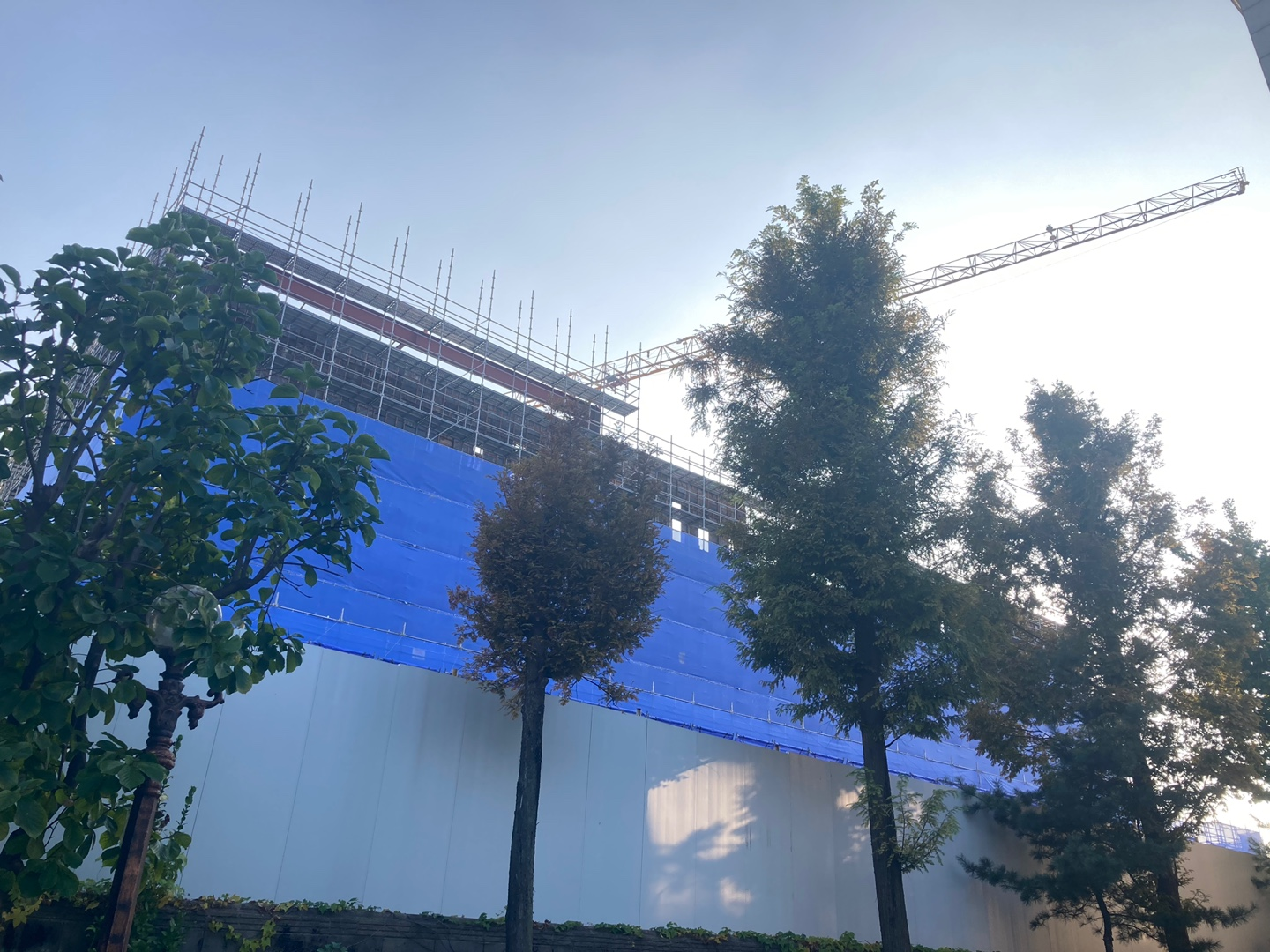
남동경찰서 신축공사
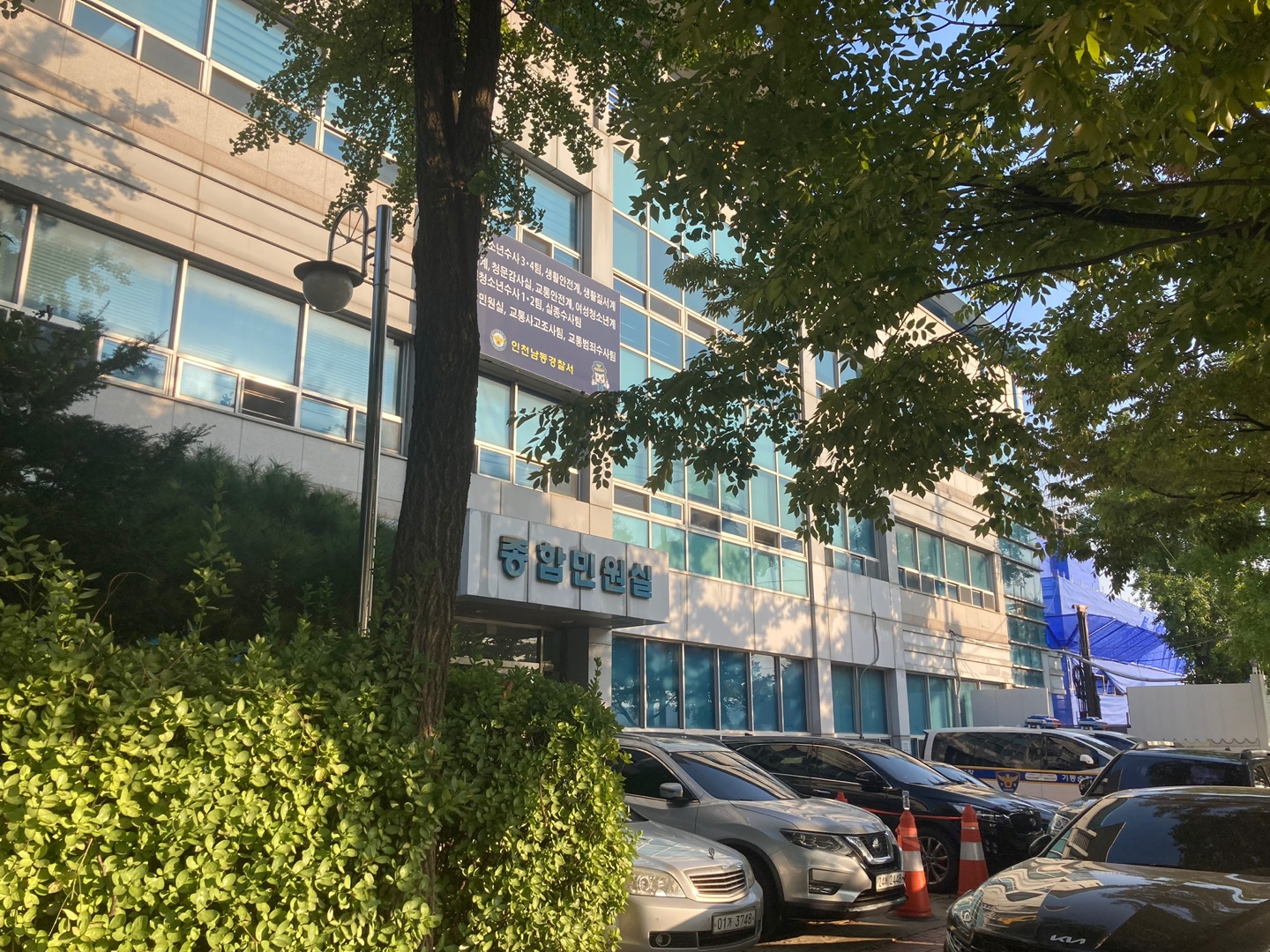
종합민원실
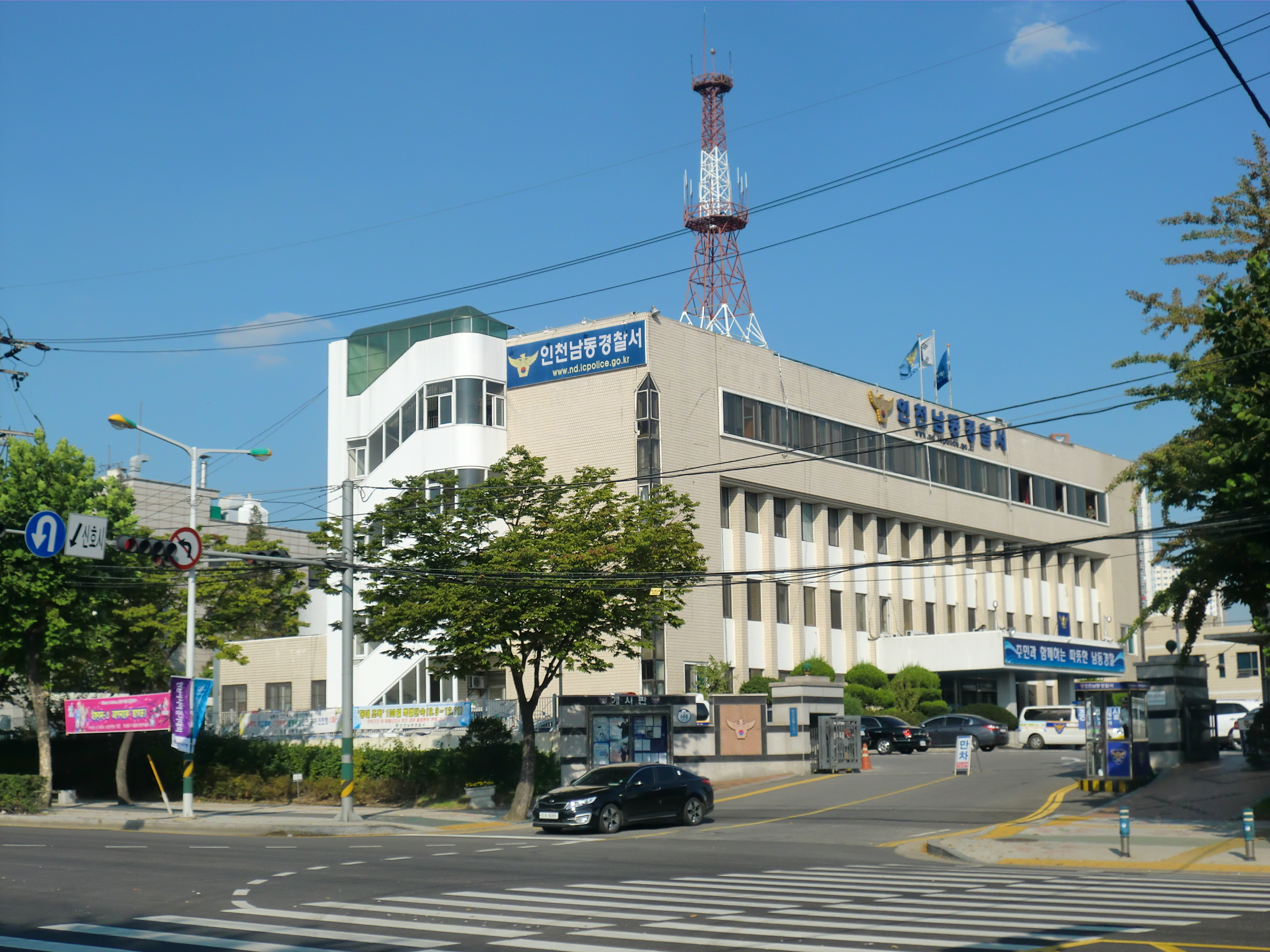
(구)남동경찰서 건물

인천남동경찰서의 신축공사로 현재 남촌으로 임시이전을 한 상태다. 남촌농수산물도매시장과 함께 이전된 상태로 남동경찰서 방문시 임시이전지로 방문해야 한다.
- 임시 이전지 : 인천광역시 남동구 비류대로762번길 10 (구, 도림고등학교 건물)

일반 민원사무의 경우 인천남동경찰서 민원실만 현재 남아있는 상태로 일반 민원의 경우 새롭게 신축된 구월지구대(인하로 623)으로 방문하는게 좋다.
서장은 경무관으로 보한다.

## 연혁
- 1987년 9월 3일: 인천남부경찰서 개서
- 2001년 12월 27일: 인천남동경찰서로 변경
- 2017년 9월 22일: 인천논현경찰서 분리
- 2018년 3월 30일: 경찰서장의 계급이 총경에서 경무관으로 승격.

## 조직
| - 청문감사관 - 112종합상황실 - 경무과 - 생활안전과 | - 여성청소년과 - 수사과 - 형사과 - 교통과 | - 경비과 - 정보과 - 보안과 |

## 관할 파출소 및 지구대
인천남동경찰서는 4개 지구대와 1개 파출소를 산하에 두고 있다.
| 명칭          | 사진             | 주소                       | 관할구역      | 치안센터                    |
| ------------- | ---------------- | -------------------------- | ------------- | --------------------------- |
| 만수지구대    |                  | 만수서로 68 (만수동)       | 만수2·3·4·5동 |                             |
| 구월지구대    |                  | 인하로 623                 |               |                             |
| 구월3지구대   |                  | 문화서로49번길 16 (구월동) | 구월1·3동     |                             |
| 간석지구대    |                  | 석산로 176 (간석동)        | 간석1·2·3동   | 간석1치안센터 간석3치안센터 |
| 정각지구대    |                  | 용천로 74 (구월동)         | 구월2·4동     |                             |
| 간석1치안센터 | 간석1동 치안센터 | 구월로137번길 36           | 간석1동       | 간석지구대 소속             |
| 간석4파출소   |                  | 석정로552번길 7 (간석동)   | 간석4동       |                             |
| 서창지구대    |                  | 독곡로 30 (서창동)         | 서창2동       |                             |

## 시설

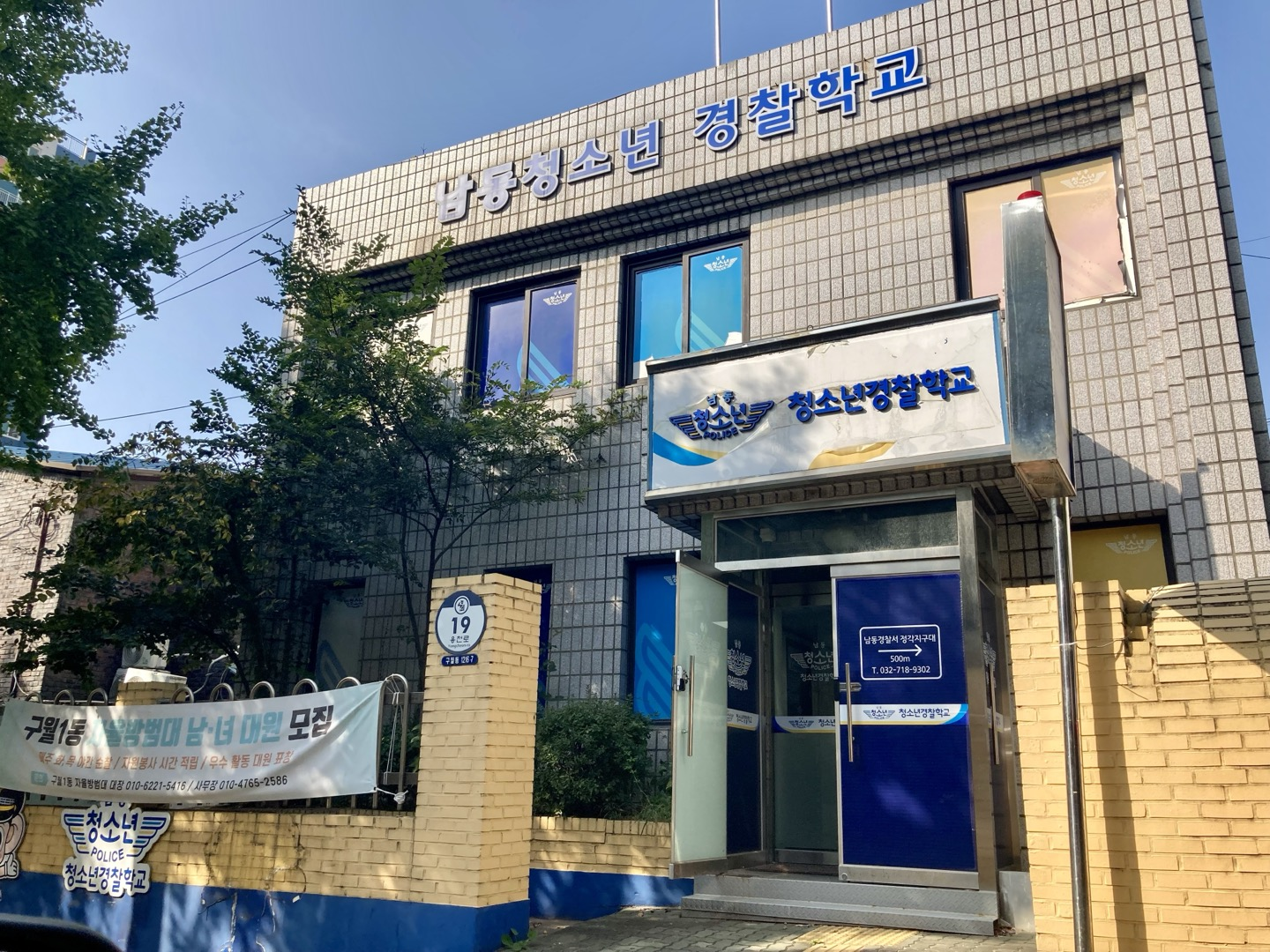
남동청소년경찰학교

- 청소년경찰학교 구월1치안센터에 '청소년경찰학교’ 개교하여 현재 운영중이다. (인천 남동구 용천로19 구월1치안센터, 인천남동청소년경찰학교)

## 같이 보기
- 인천광역시지방경찰청